# Ahornstraße 15a (Berlin-Steglitz)

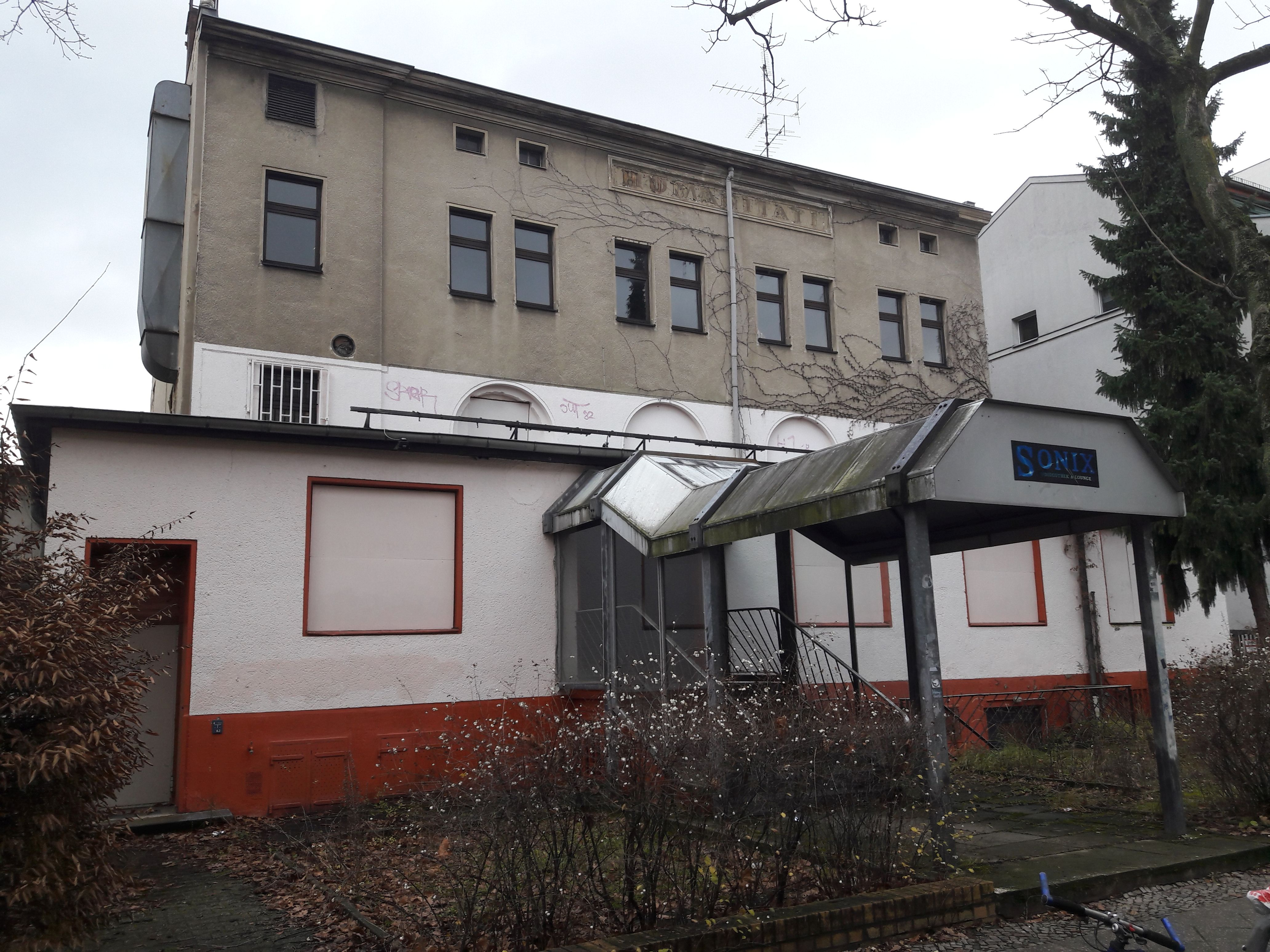
Außenansicht Ahornstraße 15a, Berlin-Steglitz

Das Haus Ahornstraße 15a ist ein Wohn- und Geschäftshaus im Berliner Ortsteil Steglitz. Es wurde 1891 erbaut und befindet sich zwischen der Schloßstraße und Lepsiusstraße. Seit 2013 steht das Gebäude leer.

## Konstruktion und Daten
Bei dem Gebäude handelt es sich um eine zweigeschossige Villa mit eingeschossigem Vorbau und verputzter Fassade. Die im ersten Geschoss vorhandenen Rundfenster wurden zugemauert. Es war eine Bühne für Liveauftritte vorhanden, und im Keller gab es Proberäume für Musikunterricht und Workshops.

## Funktionen

### Bis 1945
Im Dezember 1914 schrieb Wilhelm Pieck an Karl Liebknecht, dass eine getarnte Versammlung in der Ahornstraße 15a stattfindet.
Während der Weimarer Republik befand sich in der Ahornstraße 15a das zentrale Steglitzer SPD- und Reichsbannerlokal „Schellhase“. Von hier aus wurde der Widerstand gegen die Nationalsozialisten und ihre Veranstaltungen organisiert. In Steglitz war der Widerstand durch den Reichsbanner besonders erforderlich, da sich die Auseinandersetzungen auf den belebten, zentralen Bereich von Albrecht- und Schloßstraße konzentrierten. Durch die Albrechtstraße zogen häufig Demonstrationszüge zum Rathaus Steglitz.
Die Mannschaft des Steglitzer Reichsbanners lag bei sieben Mann, die zum Teil in Bereitschaft waren. Besonders der SA-Mordsturm 33 aus Charlottenburg war in Steglitz aktiv und sorgte für tödliche Auseinandersetzungen. Es wurde ein Rollkommando, bestehend aus einem Lastwagen, zum Schutz von Veranstaltungen und zur Gegenwehr eingerichtet.
Zu den Auseinandersetzungen mit den Nationalsozialisten heißt es:

„Als Sozialisten waren wir doch ganz anders eingestellt. (Eines unserer Lieder sagte: ,Der Mensch ist gut'.) Wir konnten einfach einem Andersdenkenden nicht ins Gesicht schlagen! Darum war die SA dem Reichsbanner überlegen. Diese Nazis waren besser organisiert und brutaler; zahlenmäßig stärker waren sie oft gar nicht.“

Infolge der Aktivitäten des Steglitzer Reichsbanners werden die Mitglieder des Lokals durch die Gedenkstätte Gedenkstätte Deutscher Widerstand als Widerstandskämpfer geführt.
Im Jahr 1931 befand sich im Lokal Schellhase die Auszahlungsstelle der Wohlfahrtsgelder der Tarifbezirke Groß-Berlin und Brandenburg der Arbeiter in der Steinindustrie und im Steinstraßenbaus.

Während der Zeit des Nationalsozialismus soll in der Ahornstraße 15a eine SS-Motorstaffel stationiert gewesen sein.

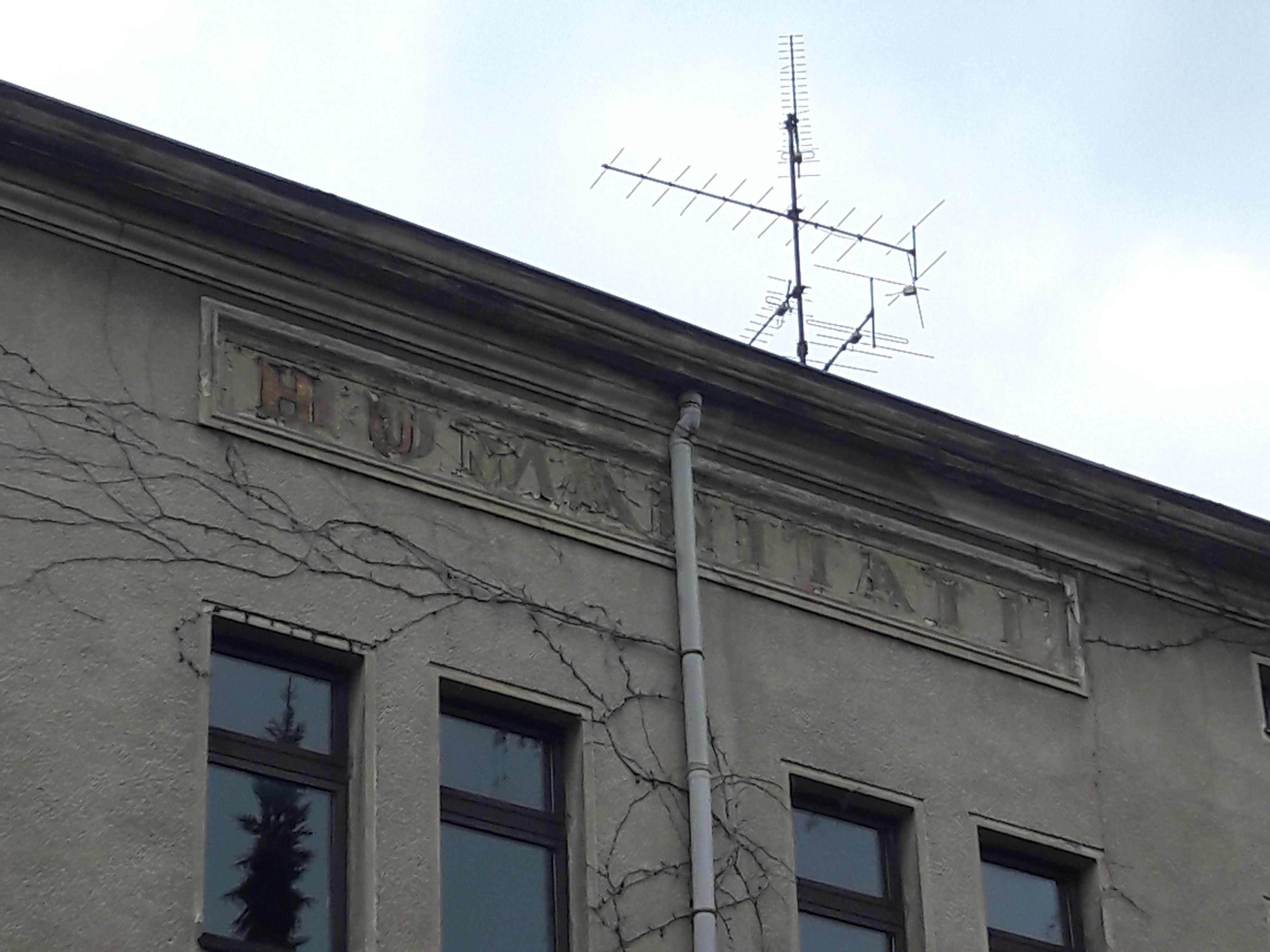
Inschrift Humanitati in der Ahornstraße 15a

Nach Ende des Zweiten Weltkriegs quartierten sich erst sowjetische und danach amerikanische Soldaten kurzzeitig in der Ahornstraße 15a ein.

### Logenhaus
Von 1946 bis 1957 war die Ahornstraße 15a der Sitz der Großen National-Mutterloge „Zu den drei Weltkugeln“. Am 22. Juni 1946 wurde der „Ring der Ewigkeit“ wieder eröffnet. Die Loge führte umfangreiche Umbaumaßnahmen des angemieteten Gebäudes durch, die aber nicht dazu führten, dass die Loge ausreichend Platz zur Verfügung hatte.
Unterhalb des Daches ist immer noch die Inschrift „Humanitati“ (‚der Menschlichkeit verpflichtet‘) zu lesen, die auf die Nutzung als Logenhaus hindeutet.

### jazz-saloon
Im Mai 1960 wurde durch die damalige Jugendsenatorin Ella Kay, die während der Eröffnung auch als Kellnerin auftrat, in der Ahornstraße 15a der erste West-Berliner Jugendclub eröffnet. Dieser spielte hauptsächlich Livemusik, wurde finanziell vom Berliner Senat unterstützt und durch den Berliner Jugendclub e. V. betrieben. Ziel war es, „die gemeinschaftsbildenden Kräfte“ des Jazz für die Erziehung der Jugend zu nutzen und die Jugend von der Straße und aus den Trinkhallen zu holen, wobei die Gründung auch auf den Einfluss und den Erfolg der Radiosendung Club 18 des RIAS zurückzuführen ist. Infolge des Erfolgs des jazz-saloons wurden mehrere weitere Tanzcafés in Berlin eröffnet.
Bis zum Mauerbau 1961 wurde der jazz-saloon auch von Jugendlichen aus der DDR besucht.
Der Berliner Jugendclub e. V. betrieb noch weitere Tanzlokale, wie die Dachluke in Kreuzberg, den Swing Point in Spandau und das Sloopy in Reinickendorf, wobei der jazz-saloon als Vorbild für diese galt.

### PopInnundSonix
Im Jahr 1967 wurde der jazz-saloon in PopInn (Schreibweise auch: Pop Inn) umbenannt. Es fanden nun regelmäßig Konzerte von progressiven Rockbands statt. Folgende Bands traten z. B. im PopInn auf:
- November 1974: Agitation Free
- März 1975: Space
- April 1975: Mythos

Zu dieser Zeit war das PopInn gemeinsam mit der Dachluke in Kreuzberg und dem Quasimodo eine angesagte Konzertlocation.
Im Jahr 2010 wurde das PopInn nach Anwohnerprotesten als letzte Senatsjugenddisko geschlossen. Anschließend wurde bis 2013 noch einmal versucht, unter dem Namen Sonix das Konzept der Jugenddisko weiterzuführen, wurde dann aber ganz aufgegeben.
Die Jugenddiskos waren ab 14 Jahren; das PopInn war Berlins einzige Diskothek ab 14 Jahren. Die Altersobergrenze lag bei etwa 21 Jahren. Der Eintritt war umgerechnet zwei Euro, geöffnet war bis Mitternacht.

### Geplante Nutzung
Nach dem Ende der Diskotheken in der Ahornstraße 15a entschied die Bezirksverordnetenversammlung von Steglitz-Zehlendorf, in dem Haus ein Mädchen- und Frauenzentrum einzurichten. Dieser Plan konnte bislang aus finanziellen Gründen – 1,5 Millionen Euro Sanierungskosten wurden geschätzt – nicht umgesetzt werden.
2015 wurde unter der Anschrift eine Hotel- und Gaststättenbetriebe GmbH & Co. KG ins Handelsregister eingetragen, für die 2017 das Insolvenzverfahren eröffnet wurde.